# Sant'Anna di Palazzo
Sant'Anna di Palazzo (ili crkva Rosario di Palazzo) je crkva u kvartu San Ferdinando u Napulju, Italija.
Nakon pobjede kod Lepanta, ova crkva i Santa Maria della Vittoria u Napulju podignute su i posvećene Bogorodici iz Rosarija, čija je odanost pridonijela uspjehu u bitci. Godine 1572. Michele Lauro ponudio je dominikancima ovo zemljište za izgradnju crkve. U to vrijeme ova je zona bila izvan zidina i manje naseljena.
Jedna od čelnica Partenopejske republike, Eleonora Fonseca Pimentel ovdje se udala u veljači 1778. godine, a kasnije je ovdje i pokopala svog sina. Luca Giordano je kršten u ovoj crkvi.
Pročelje (1706.-1710.) pripisuje se Giovanniju Battisti Naucleriju. Ukrasi od štukature potječu iz 17. stoljeća, ali su temeljito restaurirani u 18. stoljeću. Četiri su reljefna prikaza papa koji su pomogli uspostaviti pobožnost krunice: pape Benedikt XI., Benedikt XIII., Inocent V. i Pio V. Glavni oltar (1729.) izradio je Domenico Antonio Vaccaro. Glavna oltarna pala je Madonna del Rosario (oko 1738.) Giuseppea Bonita. Sakristiju u stilu rokokoa (1739.) dovršio je Michelangelo Porzio. Kupola, nekoć popločana majolikom, dominira horizontom zone.
Crkva je teško oštećena u bombardiranju 1943. godine, zbog čega je 1964. srušena i izgrađena ponovno, pa se niova crkva dosta razlikuje od stare.

## Vanjske poveznice
|  | Zajednički poslužitelj ima još gradiva o temi Sant'Anna di Palazzo |